# Де Марки, Алессандро
Алессандро Де Марки (итал. Alessandro De Marchi, род. 19 мая 1986 в Сан-Даниеле-дель-Фриули, Италия) — итальянский профессиональный шоссейный велогонщик, выступающий с 2023 года за команду Team Jayco AlUla.

## Главные победы
2007
- 1-й  — Чемпионат Италии на треке - командный пасьют
- 1-й — Trofeo Marlene-Bracciale Inseguitore
- 1-й на этапе 3 — Giro Ciclisto Pesche Nettarine di Romagna

2008
- 1-й — Trofeo Città di Conegliano
- 1-й — GP Folignano

2009
- 1-й — Giro della Provincia di Biella
- 1-й — Gran Premio Città di Verona

2011
- 1-й  — Чемпионат Италии на треке - командный пасьют

2013
- 1-й на этапе 8 — Критериум Дофине

2014
- 1-й на этапе 7 — Вуэльта Испании
- 1-й  — горная классификация Критериум Дофине
- Приз самому агрессивному гонщику — Тур де Франс

2015
- 1-й на этапе 14 — Вуэльта Испании

2016
- 1-й на этапе 1(ТТТ) — Тиррено — Адриатико
- 6-й — Тур Прованса
- 9-й — Джиро ди Ломбардия

2017
- 1-й на этапе 1 (ТТТ) — Вуэльта Испании
- 1-й на этапе 2 (ТТТ) — Вуэльта Каталонии
- 1-й на этапе 1 (ТТТ) — Вуэльта Валенсии

2018
- 1-й — Джиро дель Эмилия
- 1-й на этапе 11 — Вуэльта Испании
- 1-й на этапе 1 (ТТТ) — Тур Швейцарии
- 1-й на этапе 3 (ТТТ) — Вуэльта Валенсии
- 4-й — Чемпионат Италии в индивидуальной гонке

2019
3-й Чемпионат Италии в индивидуальной гонке
7-й Амстел Голд Рейс
2020
2-й Чемпионат Италии в индивидуальной гонке
2021
Тре Валли Варезине
Горная классификация Тур Альп
2024
2-й этап Тур Альп

## Гранд Туры
| Гранд-Тур00000 00000 000 | 2011 | 2012 | 2013 | 2014 | 2015 | 2016 | 2017 | 2018 |
| Джиро д'Италия           | 109  | 98   | —    | —    | —    | 94   | —    | 65   |
| Тур де Франс             | —    | —    | 71   | 52   | —    | —    | 99   | —    |
| Вуэльта Испании          | —    | —    | —    | 67   | 78   | —    | 70   | 76   |

| - Джиро д'Италия - Участие:4 - 2011: 109 - 2012: 98 - 2016: 94 - 2018: 65 | - Тур де Франс - Участие:3 - 2013: 71 - 2014: 52; Приз самому агрессивному гонщику - 2017: 99 | - Вуэльта Испании - Участие:4 - 2014: 67; Победа на этапе 7 - 2015: 78; Победа на этапах 1 (ТТТ) и 14 - 2017: 70; Победа на этапе 1 (ТТТ) - 2018: 76; Победа на этапе 11 |